# Nesticus acrituberculum
Espèce
Nesticus acrituberculum est une espèce d'araignées aranéomorphes de la famille des Nesticidae.

## Distribution
Cette espèce est endémique de Corée du Sud. Elle se rencontre dans le district de Pyeongchang sur le mont Gariwang.

## Description
Le mâle holotype mesure 6,92 mm.

## Publication originale
- Kim, Yoo, Lee, Lee, Choi & Lim, 2014 : Description of one new and one unrecorded spiders (Arachnida: Araneae) from Korea. Journal of Forest and Environmental Science, vol. 30, no 4, p. 378-382.